# Melinda Esterházy
Melinda Esterházy (* 24. Mai 1920 in Budapest; † 27. August 2014 in Eisenstadt; geborene Ottrubay, von August 1946 bis Jänner 1947 Melinda (Fürstin) Esterházy de Galantha) war eine ungarisch-österreichische Großgrundbesitzerin und vormalige Primaballerina Assoluta an der Budapester Oper. Sie war die Ehefrau des 1989 verstorbenen Paul Esterházy.

## Leben

Stammtafel der Fürsten Esterházy

Melinda Esterházys Eltern waren Dezső (ung. Form von Desiderius) Ottrubay (* 1881), Präsident des Budapester Obersten Gerichtshofes, und dessen Gattin Rose, geborene von Schmidt. Ihr jüngerer Bruder war Josef Ottrubay. Parallel zu ihrer schulischen Ausbildung absolvierte sie eine Tanzausbildung an der Budapester Oper und wurde 1934 Teil des Ensembles. Nach dem Gymnasium spielte sie 1939 in zwei Spielfilmen mit und brachte im selben Jahr ein Buch mit dem Titel „Rhythmus und Tanz“ heraus. 1943 wurde Melinda Ottrubay zur Primaballerina der Budapester Oper ernannt, zwei Jahre später erhielt sie als erstes Mitglied der Budapester Oper den Ehrentitel Primaballerina Assoluta.
Am 3. August 1946 heiratete sie in Budapest den Fürsten Paul V. Esterházy de Galántha, dem sie bereits im Jahr 1941 auf einer Gesellschaft der Erzherzogin Auguste offiziell vorgestellt worden war. Die Ehe blieb kinderlos.
Nachdem zu Beginn des Jahres 1947 die ungarische Monarchie zu existieren aufgehört hatte und Ungarn zur Volksdemokratie geworden war, wurde in Ungarn der Adel samt den Adelsbezeichnungen abgeschafft. Damit wurden die Namen des Ehepaares in Ungarn wie auch international zu Paul Esterházy und Melinda Esterházy.
1949 wurde Paul Esterházy im Rahmen des Schauprozesses gegen Kardinal József Mindszenty zu fünfzehn Jahren Haft verurteilt. Erst 1954 bekam Melinda die Erlaubnis, ihren Mann im Gefängnis von Kőbánya zu besuchen, nachdem sie über vier Jahre ohne Nachricht von ihm gewesen war. Am 30. Oktober 1956 kam er schließlich im Zuge des ungarischen Volksaufstandes frei. Paul und Melinda Esterházy flüchteten am 1. November 1956 in einem als Rotkreuz-Fahrzeug getarnten Wagen über den Grenzübergang Nickelsdorf nach Österreich. Ihre Flucht war vom Wiener Rechtsanwalt Kurt Werner und dem burgenländischen Nationalratsabgeordneten Franz Strobl geplant und organisiert worden. Sie reisten in die Schweiz weiter, wo sie bis zu Pauls Tod 1989 in Zürich lebten. Paul setzte sie in seinem Testament als Universalerbin ein und sie führte die Esterházy-Domäne weiter. Sie setzte sich insbesondere dafür ein, die Esterházy-Kulturgüter einer breiten Öffentlichkeit zugänglich zu machen. Neben ihren Aufgaben als Verwalterin des Erbes engagierte sie sich außerdem für die Förderung von Nachwuchstalenten in den Bereichen Ballett, Musik und Theater und initiierte dafür im Jahr 2005 die Stiftung „Fürstin Melinda Esterházy, Zürich“.
Melinda Esterházy verstarb am 27. August 2014 in Eisenstadt im Beisein ihrer Familie. Die Beisetzungsfeierlichkeiten fanden am 12. September 2014  in Eisenstadt statt. Nach einem Trauergottesdienst im Dom St. Martin, zelebriert vom Eisenstädter Diözesanbischof Ägidius Zsifkovics und vom Erzabt der Benediktinerabtei Pannonhalma, Asztrik Várszegi, wurde der Leichnam im Trauerkondukt in die Franziskanerkirche überführt. Nach einer Andacht erklangen die ungarische und die österreichische Nationalhymne. Danach wurde Melinda Esterházy im engsten Familienkreis in der Familiengruft beigesetzt.

## Posthume Ausstellung
Am 15. Oktober 2016 wurde im Schloss Esterházy in Eisenstadt die Ausstellung Melinda Esterházy: „Das Leben hat mir viel geschenkt“ eröffnet, die sowohl ihre Karriere als Primaballerina als auch ihr Leben an der Seite von Fürst Paul V. Esterházy zeigt.

## Das Esterházy-Vermögen

### Historische Entwicklung
Das Eigentum der Familie Esterházy bildete bis in die Neuzeit ein Fideikommiss, einen unteilbaren Vermögensbestand, der jeweils durch das Familienoberhaupt zu verwalten war. Veräußerungen waren nur auf Beschluss des Familienrates möglich. Nach dem Ersten Weltkrieg und dem Vertrag von Saint-Germain gingen die bis dahin in „Deutsch-Westungarn“, danach im Burgenland, Niederösterreich und Wien gelegenen Besitzungen im Ausmaß von circa 66.000 Hektar Land, wie unter anderem das Schloss Esterházy in Eisenstadt (ungarisch Kismarton), die Burg Forchtenstein (ungarisch Fraknó vára) in der gleichnamigen Gemeinde Forchtenstein sowie der Römersteinbruch St. Margarethen, auf das Staatsgebiet der neuen Republik Österreich über.
Die in Ungarn gelegenen Besitzungen, circa 128.000 Hektar, wurden nach dem Zweiten Weltkrieg im Jahr 1945 im Zuge der Bodenreform enteignet (siehe Vorgeschichte des ungarischen Volksaufstandes). Zum Zeitpunkt seiner Eheschließung mit Melinda war Paul Esterházy aufgrund der Enteignung „praktisch mittellos“. Auch die Güter in der heutigen Slowakei (siehe Schlösser und Burgen der Esterhazys) gingen verloren. Die Besitzungen im Burgenland wurden 1945 von der sowjetischen Besatzungsmacht konfisziert und im Jahr 1946 unter die Verwaltung der USIA (Verwaltung des sowjetischen Eigentums in Österreich) gestellt. Nach dem Staatsvertrag im Mai 1955 und dem darauffolgenden Abzug der Sowjets erhielten die Esterhazys ihre burgenländischen Besitzungen wieder zurück in ihr Eigentum. Ein Versuch der ungarischen Regierung, auch den österreichischen Esterházy-Besitz für sich zu reklamieren, da das gesamte in- und ausländische Eigentum des „Staatsfeindes“ Paul Esterházy zugunsten des ungarischen Staates verfallen sei, wurde vom österreichischen Außenministerium abgewehrt.

### Erbschaft und Gründung der Privatstiftungen
Nach dem Tod von Paul Esterházy im Jahr 1989 wurde seine Witwe Melinda Alleinerbin. In seiner letztwilligen Verfügung, datiert mit 21. August 1986, hatte Paul ihr aufgetragen, den Bestand des Vermögens auf Dauer zu sichern. Über jene Teile des Vermögens, die nie Teil des familiären Fideikommiss gewesen waren (Allodialbesitz), verfügte Melinda Esterházy in den Folgejahren: Das Gut Edelstetten in Bayern ging im Rahmen einer Schenkung Melindas an Paul Anton Esterházy (* 1986). Das Palais Esterházy in der Wallnerstraße in Wien wurde Anfang der 1990er-Jahre an die Creditanstalt verkauft.
Für den Großteil des Vermögens war zunächst keine der letztwilligen Verfügung entsprechende Lösung absehbar. Nachdem dann 1994 in Österreich das Privatstiftungsgesetz in Kraft trat, brachte Melinda Esterházy bis zum Jahr 2004, beraten durch den langjährigen Rechtsanwalt des Hauses Esterházy, Emil Schreiner, sowie ihren Bruder Josef Ottrubay, das frühere Fideikommissvermögen mit allen Betrieben und Immobilien in drei österreichische Privatstiftungen ein. Diesen Stiftungen übergab sie ihr Eigentum, in den Stiftungsurkunden wurde explizit auf den Fideikommiss Bezug genommen und ein Familienrat als Kontrollorgan vorgesehen. Als zentrale Aufgabe der Stiftungen wurde die Pflege und Weiterentwicklung des Erbes festgelegt, insbesondere der Kulturgüter und Immobilien. Zum Grundbesitz der Stiftungen gehören insgesamt 44.000 Hektar Land- und Forstwirtschaftsflächen, ein Teilgebiet des Neusiedler Sees, ein Weingut und Abbaugebiete wie der Pauliberg. Der Kulturbesitz umfasst unter anderem Schloss Esterházy in Eisenstadt, Schloss Lackenbach und Burg Forchtenstein.
Im Jahr 2002 übertrug Melinda Esterházy die Leitung der Esterhazy Betriebe an ihren Neffen Stefan Ottrubay. Der Neffe ihres verstorbenen Mannes hingegen, Anton Esterházy, fühlte sich seinerzeit in seinen Kompetenzen beschnitten. Im März 2005 zog sich Melinda Esterházy aus dem Unternehmen Esterhazy Betriebe zurück und übertrug ihren Gesellschaftsanteil in Höhe von 600.000 Euro an die Domänen Privatstiftung. Nach ihrem Tod wurden mit Einbringungsvertrag vom 26. September 2012 die Geschäftsanteile der Domänen Privatstiftung sowie Domänen Privatstiftung Immobilien GmbH in die Esterhazy Betriebe eingebracht. Die Gesellschaftsanteile in Höhe von 900.000 Euro wurden neu verteilt: Der Einfluss der F.E. Familien-Privatstiftung Eisenstadt wurde auf einen Gesellschaftsanteil von 186.300 Euro zurückgedrängt (bis dahin 300.000 Euro) und jener der Domänen Privatstiftung auf 713.700 Euro erhöht.

## Auszeichnungen
- 1989: Ehrenzeichen vom hl. Martinus in Gold[30]
- 1993: Ehrenbürgerin der Marktgemeinde Raidin[30]
- 1994: Ehrensenatorin der Universität für Bodenkultur Wien[30]
- 1994: Ehrenbürgerin der Gemeinde Forchtenstein[30]
- 1997: Ehrenring der Gemeinde Neckermarkt[30][31]
- 1998: Komturkreuz des Landes Burgenland[30][32]
- 1998: Ehrenpräsidentin des Kammerorchesters Joseph Haydn Eisenstadt[33]
- 1998: Ehrenbürgerin der Landeshauptstadt Freistadt Eisenstadt[30]
- 1998: Ehrenbürgerin der Marktgemeinde Lackenbach[30]
- 2000: Großkreuz des Papst-Silvester-Ordens[30]
- 2000: Ehrenbürgerin der Gemeinde St. Martin[34]